# NPAS2
La proteína NPAS2 (de sus siglas en inglés "Neuronal PAS domain-containing protein 2") es una proteína humana codificada por el gen npas2. La proteína codificada por este gen es un miembro de la familia de factores de transcripción (bHLH)-PAS (hélice-bucle-hélice-PAS). El ortólogo de esta proteína en ratón podría estar implicado en la regulación de la adquisición de algunos tipos específicos de memoria. También podría funcionar como parte de un reloj molecular implicado en el control de los ciclos circadianos en mamíferos.

## Interacciones
La proteína NPAS2 ha demostrado ser capaz de interaccionar con el receptor alfa de ácido retinoico, EP300, ARNTL y el receptor X de ácido retinoico.